# Typosyllis ornata
Typosyllis ornata är en ringmaskart som beskrevs av Hartmann-Schröder 1965. Typosyllis ornata ingår i släktet Typosyllis och familjen Syllidae. Inga underarter finns listade i Catalogue of Life.